# 칼춤

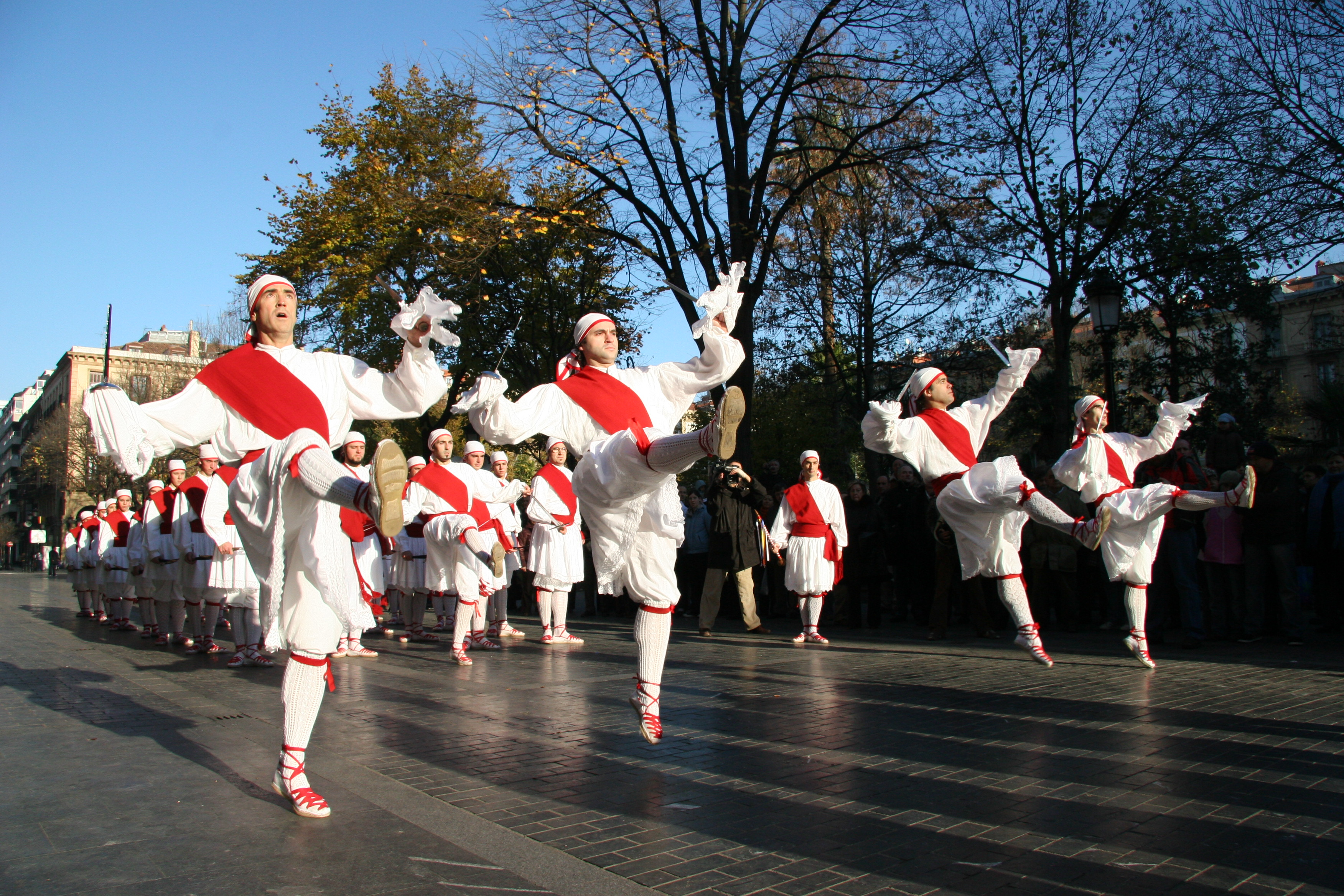
바스크 칼춤

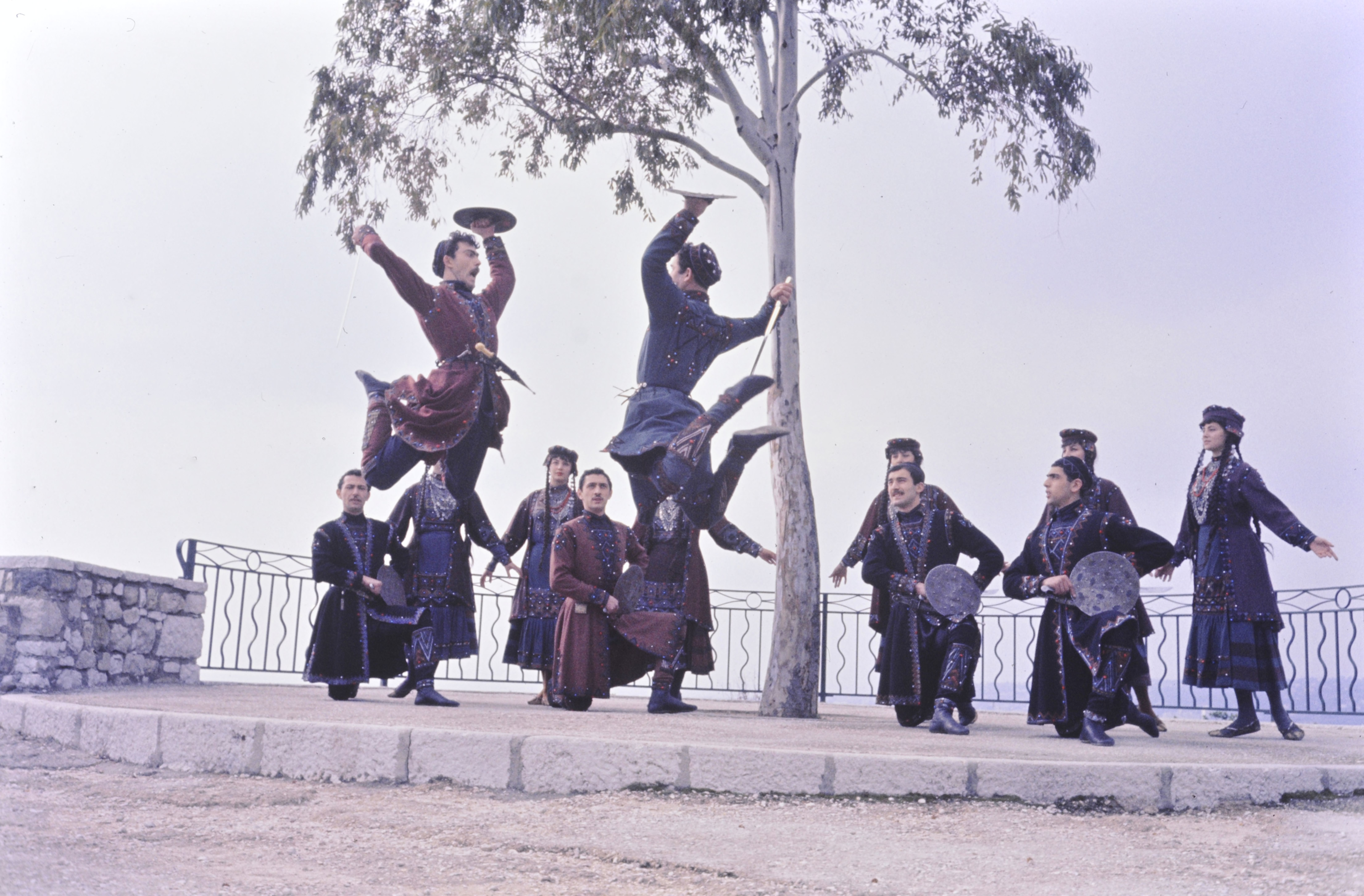
조지아 칼춤

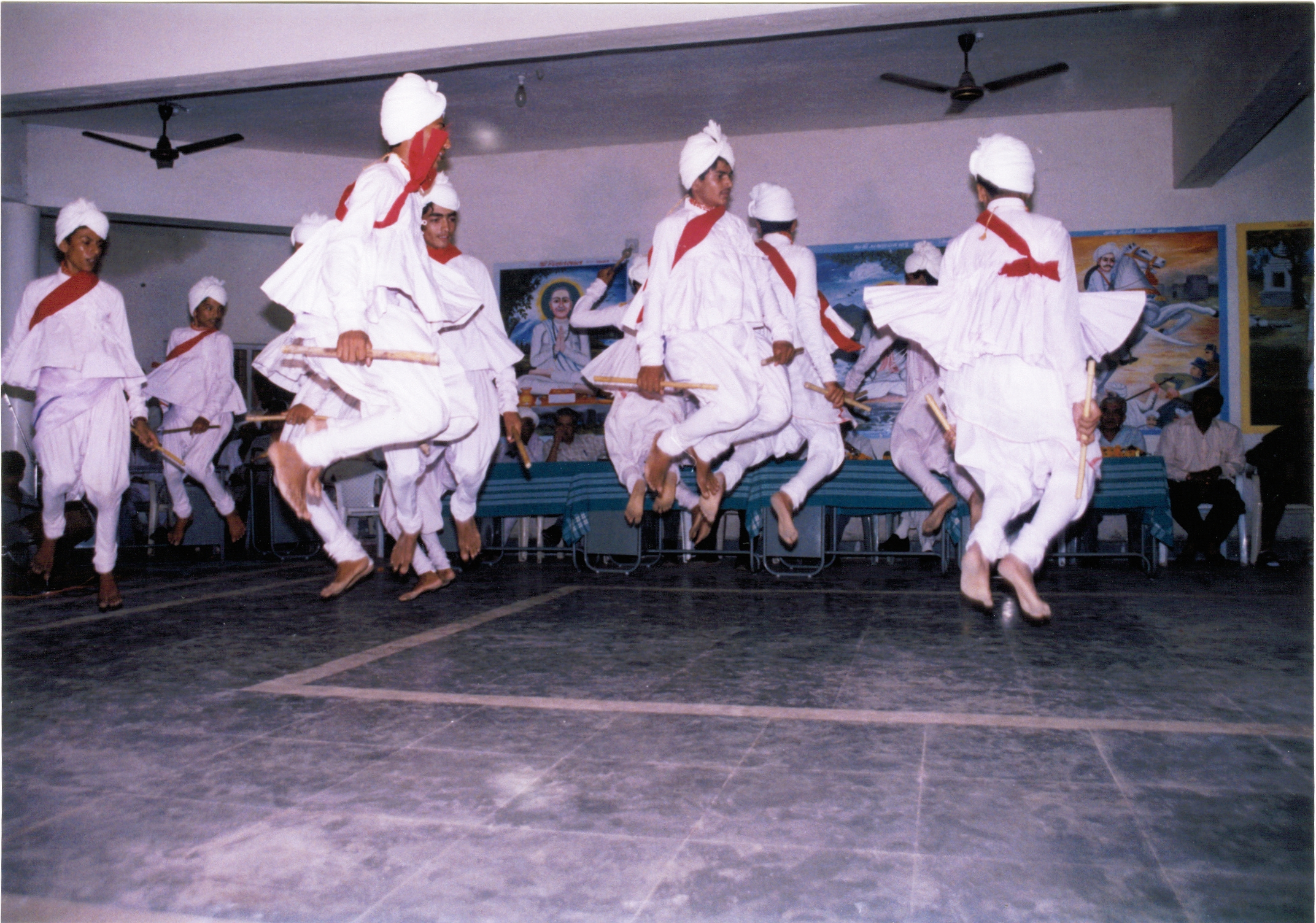
메르 단디야, 사우라슈트라 지역 사회에서 공연하는 칼춤

칼춤은 각국의 세계사에 기록되어 있다. 아프리카, 아시아 및 유럽에서 솔로 및 모의 전투(Pyrrhic) 칼춤의 다양한 전통이 있다.

## 같이 보기
- 검무